# Brant van Slichtenhorst
Brant van Slichtenhorst (Nijkerk, 1587 of 1588 - Nijkerk, 1666) was in de 17e eeuw patroon van het patroonschap Rensselaerswijck.
Hij stichtte de later door de West-Indische Compagnie overgenomen nederzetting Beverwijck bij Fort Oranje, waaruit de hoofdstad van de staat New York ontstond: Albany. Van Slichtenhorst had vaak conflicten met de gouverneurs van Nieuw-Nederland, omdat hij als patroon vond dat hij bevelen van de WIC niet hoefde op te volgen.